# Antoine Gérin
Antoine Gérin est un homme politique français né le 13 octobre 1769 à Saint-Étienne (Forez) et décédé le 1er août 1848 à Veauche (Loire).

## Biographie
Antoine Gérin naît le 13 octobre 1769 à Saint-Étienne. Il est le fils de Jacques Gérin, négociant, et de son épouse, Claudine Philipon. 
Industriel à Saint-Étienne, Antoine Gérin est député de la Loire de 1827 à 1830, siégeant dans la majorité soutenant les gouvernements de la Restauration.
Il meurt le 1er août 1848 à Veauche.

## Distinctions
- Chevalier de la Légion d'honneur (11 juillet 1829)[3]

## Sources
- « Antoine Gérin », dans Adolphe Robert et Gaston Cougny, Dictionnaire des parlementaires français, Edgar Bourloton, 1889-1891 [détail de l’édition] [texte sur Sycomore]